# Синдром на поликистозните яйчници
Синдромът на поликистозните яйчници е заболяване на женската полова система, засягащо между 8 и 13% от жените в репродуктивна възраст. Това е комплексно състояние, характеризиращо се с поликистозни яйчници, хиперандрогенизъм (повишени нива на мъжки полови хормони) и нарушения в менструалния цикъл.

## Описание
При здрав организъм от 2 – 3 клетки се образува един водещ фоликул, който нараства и в овулационния период се спуква. При жените, страдащи от синдрома на поликистозните яйчници, тези фоликули не достигат пълно развитие и не се освобождава яйцеклетка. Вместо това те остават малки, с размери до 6 мм и заемат цялата структура на единия или двата яйчника.
Появява се мазна кожа, акне, хирзутизъм, косопад и проблеми с фертилността.
Не е ясна точната причина, но се счита, че има генетичен фактор. Инсулинът също играе роля, тъй като повечето от диагностицираните жени са с известна инсулинова резистентност. Този хормон повлиява производството на андрогени.